# Скажи Солнцу: «Да!»
«Скажи Солнцу: „Да!“» — шестой студийный альбом российского поп-певца Филиппа Киркорова из 2 дисков, в который вошло 37 песен. Записан на студии Moroz Records. Первый диск состоит из новых песен, второй — из уже известных. Так же альбом выпускался на аудио кассете и состоял из двух кассет:часть 1 и часть 2 (1998г.)

## Особенности альбома
- Это первый двойной студийный альбом артиста.

### О некоторых хитах
- «Колыбельная вулкану» — песня, с которой Киркоров выступил на Международном конкурсе Евровидение в 1995 году от России
- «Мне мама тихо говорила» — известная песня, посвящённая Гогену Солнцеву [1]
- «Зайка моя» — песня, ставшая визитной карточкой певца. Благодаря ей Киркоров получил неофициальное звание «Всероссийский Зайка страны»[2].
- «Can no laditi» — первый студийный дуэт артиста с его супругой, А. Пугачёвой

## Список композиций

### CD 1
| №   | Название                            | Текст песни        | Музыка                | Длительность |
| --- | ----------------------------------- | ------------------ | --------------------- | ------------ |
| 1.  | «Милая»                             | Владимир Баранов   | Аркадий Укупник       |              |
| 2.  | «Посмотри, какое лето»              | Герман Витке       | Леонид Агутин         |              |
| 3.  | «Днём и ночью»                      | Леонид Дербенёв    | Тончо Русев           |              |
| 4.  | «Остров»                            | И. Резник          | С. Диомов             |              |
| 5.  | «Твист, привет!»                    | О. Серебренников   | Б. Хейли              |              |
| 6.  | «Мне мама тихо говорила»            | Илья Резник        | Х. Моше, С. Кугиумцис |              |
| 7.  | «Зайка моя»                         | Виктор Плотицын    | Сергей Касторский     |              |
| 8.  | «Виноват я, виноват»                | Лариса Рубальская  | Аркадий Укупник       |              |
| 9.  | «Dreaming»                          | Б. Вудс            | Р. Эббот              |              |
| 10. | «Тайна»                             | Илья Резник        | Р. Эббот              |              |
| 11. | «Карнавал»                          | Константин Арсенев | Леонид Агутин         |              |
| 12. | «В последний раз»                   | Илья Резник        | Мария Элена           |              |
| 13. | «Can no laditi» (с Аллой Пугачевой) | У. Хитман          | У. Хитман             |              |
| 14. | «Нас было шестеро»                  | Илья Резник        | Виталий Окороков      |              |
| 15. | «Спасибо вам, враги»                | Илья Резник        | Виталий Окороков      |              |
| 16. | «Я не первый твой подснежник»       | Римма Казакова     | Александр Лукьянов    |              |
| 17. | «Обручальная ночь»                  | Р. Казакова        | А. Лукьянов           |              |
| 18. | «Заблудшая»                         | Римма Казакова     | Александр Лукьянов    |              |
| 19. | «Будь, что будет»                   | Илья Резник        | Франк Досталь         |              |

### CD 2
| №   | Название                               | Текст песни   | Музыка         | Длительность |
| --- | -------------------------------------- | ------------- | -------------- | ------------ |
| 1.  | «Моя жизнь» (1991)                     | А.Никольский  | А.Никольский   | 3:33         |
| 2.  | «Славянский базар» (сокращённая, 1990) | В.Асмолов     | В.Асмолов      | 3:00         |
| 3.  | «Загляни в мои глаза» (1990)           | Т.Лебединская | С.Теппер       | 4:52         |
| 4.  | «Дорогая» (1993)                       | Л.Рубальская  | С.Бондаренко   | 3:28         |
| 5.  | «Не расстались мы» (1989)              | А.Кришта      | С.Касторский   | 4:48         |
| 6.  | «За тридевять земель» (1993)           | М.Райкин      | М.Райкин       | 4:36         |
| 7.  | «Нет тебя прекрасней» (1990)           | Л.Портной     | Л.Портной      | 5:01         |
| 8.  | «Кордебалет» (1995)                    | И.Резник      | А.Бразицов     | 3:45         |
| 9.  | «Плохая примета» (1995)                | Регина Лисиц  | Игорь Корнелюк | 4:20         |
| 10. | «Давай помиримся» (1995)               | Р.Лисиц       | И.Корнелюк     | 3:52         |
| 11. | «Ты мне скажи» (1991)                  | И.Резник      | Р.Паулс        | 3:20         |
| 12. | «Бегущая по волнам» (2 версия, 1995)   | И.Резник      | В.Казасян      | 4:05         |
| 13. | «Лиза» (1993)                          | Л.Рубальская  | А.Лукьянов     | 3:18         |
| 14. | «Колыбельная вулкану» (1995)           | И.Резник      | И.Бершадский   | 2:58         |
| 15. | «Не твоя вина» (1994)                  | Л.Фадеев      | И.Крутой       | 3:40         |
| 16. | «Я твой король» (1995)                 | И.Резник      | Т.Русев        | 3:38         |
| 17. | «Все женщины красавицы» (1995)         | М.Танич       | А.Лукьянов     | 3:23         |
| 18. | «Я выбрал этот путь» (1995)            | И.Резник      | М.Кассандра    | 3:52         |

## Награды[4]
- июль 1992 года: Международный конкурс «Интерфест» в Македонии, I премия, песня «Загляни в мои глаза»
- 1995 год:
  - фестиваль Песня года, песня «Днем и ночью»
  - 13 мая: Международный конкурс Евровидение в Дублине (Ирландия), 17 место, песня «Колыбельная вулкану»
- 1996 год::
  - фестиваль Песня года, песня «Виноват я, виноват», «Зайка моя»
  - премия Золотой граммофон, песня «Карнавал»
  - 8 мая: премия World Music Awards как самому популярному исполнителю России, лидеру по продажам звуконосителей («Best selling Russian Artist»), песня «Днём и ночью»
  - высшая премия на Международном конкурсе видеоклипов в номинации «Анимация в видеоклипах» (Москва), песня «Зайка моя»
- 1997 год:
  - 12 марта 1997 года:: «Золотое яблоко» за лучший видеоклип фестиваля «Поколение-96», песня «Зайка моя»
  - 16 ноября 1997 года:: премия Овация за лучший видеоклип, песня «Зайка моя»
- 1998 год::
  - май:- премия Овация «За пропаганду Российской эстрады» — мировой супертур, за шоу «Лучшее, любимое и только для Вас!», основанное на песнях из этого альбома
  - июнь: — Первый приз на VIII Международного фестиваля развлекательных программ «Золотая антенна» (Болгария, Варна) за шоу «Лучшее, любимое и только для Вас!», основанное на песнях из этого альбома
- 1999 год:
  - январь — Ф.Киркоров занесен в Книгу рекордов Гиннесса за шоу «Только один месяц и только для Вас!», основанное на песнях из этого альбома. Шоу проходило в БКЗ Октябрьский (Санкт-Петербург) 30 октября — 2 декабря 1998 года[4]
  - 28 апреля — премия Овация: «Лучшее шоу года», за шоу «Лучшее, любимое и только для Вас!», основанное на песнях из этого альбома
- 21 мая 2001 года — премия Овация: «Лучший гастрольный тур десятилетия», за шоу «Лучшее, любимое и только для Вас!», основанное на песнях из этого альбома

## Клипы
| Год  | Клип                   | Режиссёр           |
| ---- | ---------------------- | ------------------ |
| 1989 | «Твист, привет!»       | Михаил Либин       |
| 1994 | «Милая»                | Олег Гусев         |
| 1995 | «Милая» (2 версия)     | Олег Гусев         |
| 1995 | «Посмотри, какое лето» | Сергей Кальварский |
| 1995 | «Колыбельная вулкану»  | Игорь Песоцкий     |
| 1996 | «Зайка моя»            | Олег Гусев         |
| 1996 | «Виноват я, виноват»   | Олег Гусев         |
| 1996 | «Бегущая по волнам»    | Сергей Кальварский |
| 1996 | «Давай помиримся»      | Сергей Кальварский |
| 1998 | «Будь, что будет»      | Роман Родин        |
| 1998 | «Обручальная ночь»     | Филипп Янковский   |
| 1998 | «Остров»               | Роман Родин        |

## Кавер-версии
| Песня                    | Оригинал             | Первоисполнитель   |
| ------------------------ | -------------------- | ------------------ |
| «Can no laditi»          | «Can no laditi»      | D.Ancel и S.Bekker |
| «Будь, что будет!»       | «Ay, Ay Sailor»      | Baccara            |
| «Днем и ночью»           | «Прегърни ме»        | дуэт «Ритон»       |
| «Мне мама тихо говорила» | «Ola kala, ola orea» | Йоргас Даларас     |
| «Нет тебя прекрасней»    | «Ti si mi u krvi»    | Zdravko Čolić      |
| «Славянский базар»       | «Славянский базар»   | В. Асмолов         |
| «Тайна»                  | «Dreamin'»           | Эдди Фрил          |
| «Твист, привет!»         | «Let’s Twist Again»  | Chubby Checker     |
| «Я твой король»          | «Нощ над града»      | Домино             |

## Языки исполнения
русско-английский: «Твист, привет!»
английский язык — «Dreamin'»
иврит — «Can no laditi»

## Оформление
Дизайн: Алла Пугачёва, Григорий Кузьмин, Юрий Широченков, Сергей Власов.

## История создания
Когда Филипп едет на свои первые гастроли в Израиль, ему советуют обязательно исполнить израильский хит того сезона — призовую песню фестиваля «Евровидение-91» Kan (или Kan noladeti). Ему приходит на помощь Л.Дербенев, который пишет русский текст. Так рождается песня «Аленький цветочек». Через несколько лет эту же песню Филипп исполнит уже в дуэте с А.Пугачевой на иврите. Каждый раз на гастролях в Израиле Киркоров заканчивал свои выступления этой песней.

### Комментарии авторов песен
- Заслуженный артист России Леонид Агутин

«Это было интересно. Я его очень уважаю – замечательный артист. Во-первых, это была моя работа: я работал композитором, писал для певцов. Он услышал песню в исполнении Марины Хлебниковой и сказал: «Интересный парень, хочу, чтобы он мне написал». Мы встретились, он послушал, ему понравилось. Я для него написал 6 - 7 песен. Самая известная -  «Посмотри, какое лето»»»

## Аннотация
Да!

Я очень рад выпуску этого двойного альбома. Моя новая жизнь обновила меня и мой репертуар, и я очень надеюсь, что любовь между мной и зрителями вспыхнет с новой, ещё большей силой благодаря песням, которые появились в этот период.
Да!

Вы не слышали моих старых песен, которые ходили по рукам, не удостоившись официального издания. Так давайте послушаем их и погрустим вместе с ними о том, что было, о тех чувствах и годах, которые мы называем юношескими.
O!

Конечно, большинство песен посвящено моей любимой! А какие из них? Послушайте, и вы сразу догадаетесь.
Да! Да! Да!

И ещё раз Да! говорю я вам, мои дорогие зрители и слушатели. Потому что в этом коротком восклицании заложено утверждение Веры, Надежды и Любви, а не отрицание оных.

Счастья вам, всегда ваш Филипп.

Да!

## Концерты
Песни с этого альбома стали основой для новых шоу Киркорова:
- «Лучшее, любимое и только для вас!»:[8]
- 25 — 30.04.1996 года — БКЗ Октябрьский (Санкт-Петербург)
  - 21 — 24.11.1996 года — ГЦКЗ Россия (Москва)
  - 5.04. 1997 года — Нью-Йорк (США)
  - 28.04.1997 года— Берлин (Германия)
  - май 1997 года — тур по Израилю
  - 25.11.1997 года — Рига (Латвия)
  - 7.01.1998 года — Паттайя (Таиланд)
- «Лучшее, любимое и только для вас!»-2:
  - 20.02 — 1.03.1998 года — БКЗ Октябрьский (Санкт-Петербург)
  - 5 — 8.03.1998 года — СК Олимпийский (Москва)
  - 21 — 22.03.1998 года — тур в Лас-Вегас (США)
  - 3.09.1998 года — Болгария (в рамках конкурса Золотой Орфей, длился 5 часов)
- «Только один месяц и только для Вас!»:
  - 30.10 — 2.12.1998 года — БКЗ Октябрьский (Санкт-Петербург, 32 концерта)[9]